# Iskallt mord
Iskallt mord (engelska: Murder by Numbers) är en amerikansk långfilm från 2002 i regi av Barbet Schroeder, med Sandra Bullock, Ben Chaplin, Ryan Gosling och Michael Pitt i rollerna.

## Rollista
| Sandra Bullock | – Cassie Mayweather / Jessica Marie Hudson |
| Ben Chaplin    | – Sam Kennedy                              |
| Ryan Gosling   | – Richard Haywood                          |
| Michael Pitt   | – Justin Pendleton                         |
| Agnes Bruckner | – Lisa Mills                               |
| Chris Penn     | – Ray Feathers                             |
| R.D. Call      | – Captain Rod Cody                         |
| Tom Verica     | – Asst. D.A. Al Swanson                    |